# Katja Röder

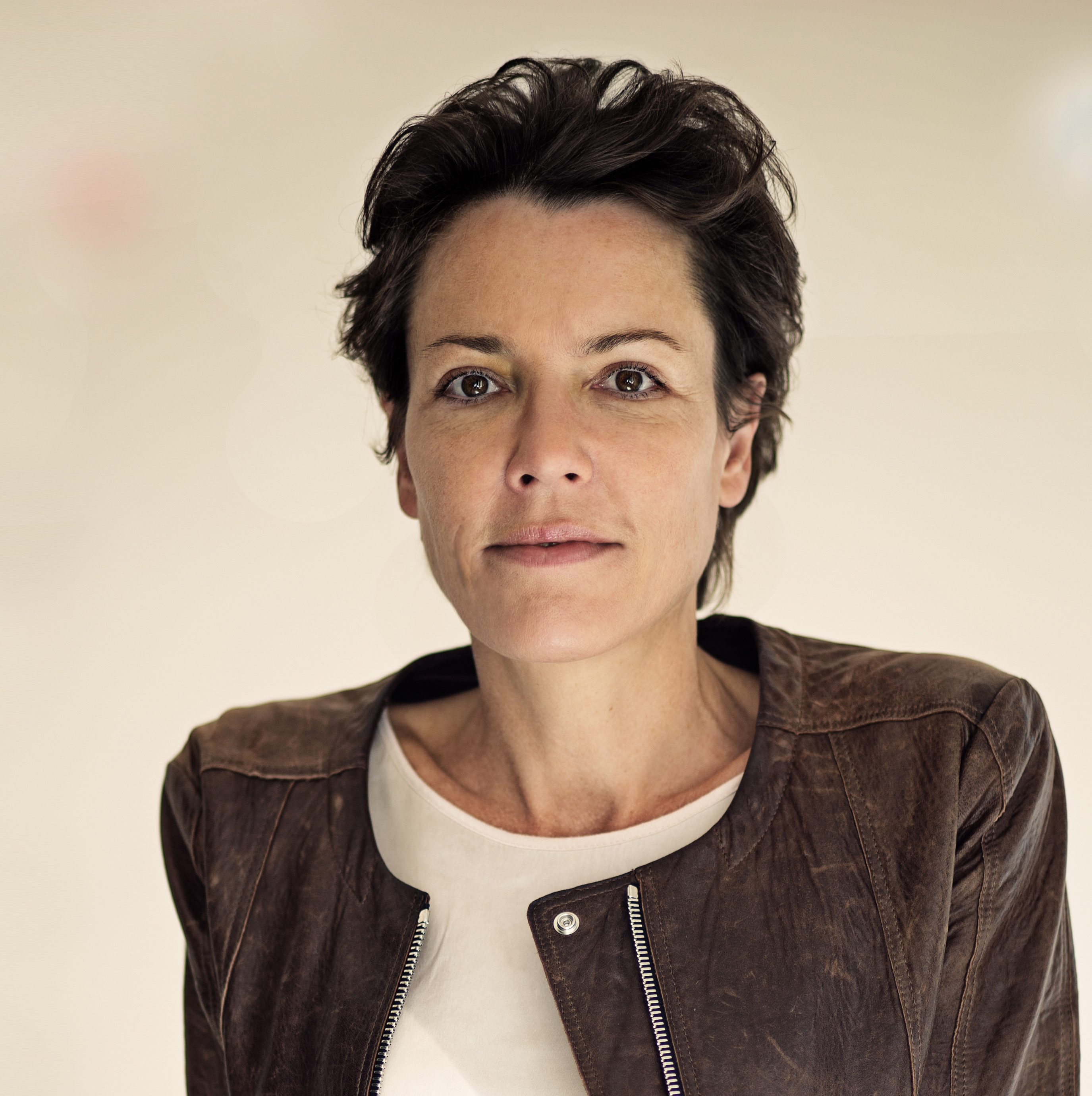
Katja Röder, 2022

Katja Röder (* 16. November 1975 in Coburg) ist eine deutsche Autorin und Schauspielerin.

## Leben
Röder wurde in Coburg als Tochter eines Lehrerehepaars geboren. Sie absolvierte ihr Abitur in Ebern und studierte danach Philosophie in München und Rechtswissenschaft in Erlangen. Nach Abbruch des Studiums absolvierte sie 2003 bis 2006 eine Schauspielausbildung in München. Seit 2008 lebt sie in Berlin. Sie ist mit Fred Breinersdorfer verheiratet.

## Drehbuchautorin
Röder verfasste bisher sieben Radio-Tatort-Beiträge, drei davon zusammen mit Fred Breinersdorfer, und das Theaterstück „Der Teufel und die Diva“, in dem Judy Winter die Hauptrolle spielte. Als Filmautorin war sie 2010 Stipendiatin des Programms „MINT und Chancengleichheit in fiktionalen Fernsehformaten“ mit dem Filmprojekt „Masernparty“ des Bundesministerium für Bildung und Forschung.
Ihr erster abendfüllender TV-Film Ein Kind wird gesucht feierte am 22. September 2017 im Rahmen des Festivals Tatort Eifel Premiere und wurde am 15. Dezember 2017 bei arte ausgestrahlt. Er erzielte in Deutschland einen Marktanteil von knapp 6 % und 1.814.000 Zuschauern. In Frankreich waren es 1.259.000 Zuschauer für „Un enfant disparaît“, was einem Marktanteil von 5,1 % entspricht. In beiden Ländern war das der beste Jahreswert auf diesem Programmplatz und in Deutschland liegt er auf der „ewigen Liste“ auf Platz zwei. Der Film wurde mit dem Publikumspreis des Deutschen Fernsehkrimipreises 2018 für Heino Ferch als bestem männlichen Darsteller ausgezeichnet, für den Preis der Deutschen Akademie für Fernsehen und von ARTE für den Wettbewerb des Fernsehfilmfestivals Baden-Baden nominiert. 2019 wurde ihr Drehbuch mit dem christlichen Medienpreis Goldener Kompass ausgezeichnet. Der zweite Film mit Heino Ferch als Kommissar Ingo Thiel, „Die Spur der Mörder“, lief am 18. Oktober 2019 bei arte mit einer Quote von 1.156.000 Zuschauern. Das ZDF und ARTE setzten die Reihe der Truecrime-Filme mit Heino Ferch als Ingo Thiel fort. Bisher wurden Die Spur der Mörder (2019) und Ein Mädchen wird vermisst (2021) mit ähnlichem Zuschauererfolg ausgestrahlt. Marie Brand und die Ehrenfrauen, zu dem Röder das Drehbuch geschrieben hatte, erreichte am 4. Januar 2023 8,3 Millionen Haushalte und einen Marktanteil von 29,3 %. Der Tatort Gold erreichte eine noch höhere Quote und wurde für den Jupiter (bester Film) nominiert. Ihre erste Komödie (ZDF/ARTE) mit Wotan Wilke Möhring in der Hauptrolle wurde zum ersten Mal 2024 gesendet.

## Hörspiel- und Theaterautorin
Die Autorin schrieb mit Fred Breinersdorfer eine Bühnenshow über das Leben von Hildegard Knef, die im Ernst-Deutsch-Theater Hamburg 2013 in Koproduktion mit dem Berliner Theater am Kurfürstendamm uraufgeführt wurde. Die Titelrolle spielte und sang Judy Winter. Der Tagesspiegel titelte über die Berliner Aufführung „Theaterhommage, Die Tapetenwechselrin“. Das Stück mit einer Hitliste von Knefs Songs wurde an mehreren Theatern gespielt.
Röder verfasste bisher sieben Radio-Tatort-Beiträge, drei davon zusammen mit Fred Breinersdorfer. Sie nimmt sich aktueller Themen an, beispielsweise Raubkunst in der Episode Tödliche Kunst, Islamistischer Terrorismus in Der Schläfer oder der Reichsbürgerbewegung in Im Königreich Deutschland.
Am 20. Oktober 2021 startete der Bayerische Rundfunk eine fränkische Hörspielreihe nach einer Idee von Katja Röder, die auch die Textbücher schrieb. Die Geschichten um Melitta und Stern, einer Adligen mit Asperger und einem Gelegenheitsdieb als Protagonisten, versteht die Autorin als eine augenzwinkernde Hommage an ihre Heimat.

## Veröffentlichungen
Zu dem 2024 erschienenen Sammelband Stolpertexte über jüdische Schicksale, initiiert und herausgegeben vom Leo Baeck Institute New York, leistete Katja Röder einen Beitrag mit dem Titel Bittere Botschaft eines Briefes.

## Filme
- 2017: Katja Röder und Fred Breinersdorfer: Ein Kind wird gesucht
- 2019: Katja Röder und Fred Breinersdorfer: Die Spur der Mörder
- 2021: Katja Röder und Fred Breinersdorfer: Ein Mädchen wird vermisst
- 2022: Katja Röder und Fred Breinersdorfer: München Mord: Dolce Vita
- 2022: Katja Röder: Wo ist meine Schwester?
- 2023: Katja Röder: Marie Brand und die Ehrenfrauen.
- 2023: Katja Röder und Fred Breinersdorfer: Tatort: Gold
- 2023: Katja Röder und Niki Stein: Briefe aus dem Jenseits
- 2024: Katja Röder, Fred Breinersdorfer, Leo Kashin, Blackout bei Wellmanns[8]
- 2024: Katja Röder, Marie Brand und die lange Nase, Regie: Mike Zens

## Hörspiele
- 2012: Radio Tatort, Tödliche Kunst, SWR, – Koautor: Fred Breinersdorfer, Regie: Walter Adler[9]
- 2013: Radio Tatort, Der Schläfer, SWR, – Koautor: Fred Breinersdorfer, Regie: Walter Adler[10]
- 2013: Radio Tatort, Anatomie des Todes, SWR, – Koautor: Fred Breinersdorfer, Regie: Walter Adler[11]
- 2014: Radio Tatort, Grauzone, SWR, – Regie: Mark Ginzler[12]
- 2016: Radio Tatort, Tod im Sechzehner, SWR, – Regie: Alexander Schuhmacher[13][14]
- 2018: Radio Tatort, Im Königreich Deutschland, SWR, – Regie: Alexander Schuhmacher[15]
- 2019: Radio Tatort, Das dunkle Netz, SWR, – Regie: Alexander Schuhmacher[16]
- 2021: Wo du hingehst – Der erste Fall für Melitta und Stern, BR – Regie: Stefanie Ramb[17]
- 2023: Krieg der Erreger – Der zweite Fall für Melitta und Stern, BR – Regie: Stefanie Ramb[18]
- 2023: Dunkelbiertod – Der dritte Fall für Melitta und Stern, BR – Koautor: Greulix Schrank, Regie: Stefanie Ramb[19]
- 2023: Radio Tatort, Laim, mon amour, BR – Regie: Ulrich Lampen[20]
- 2025: Die Schauerfrau – Melitta und Stern, BR – Regie: Stefanie Ramb[21]
- 2025: Ein Fisch namens Biber – Der fünfte Fall für Melitta und Stern, BR – Regie: Stefanie Ramb[22]

## Theaterstück
- 2013: Katja Röder und Fred Breinersdorfer: Der Teufel und die Diva, Uraufführung am 7. März 2013, Ernst Deutsch Theater, Hamburg im Sommer 2013 Theater am Kurfürstendamm, November 2013 bis Februar 2014 Theater Rudolstadt und andere.

## Festivals
- 2017 Tatort Eifel, Ein Kind wird gesucht, 22. September 2017
- 2018 Deutsches Fernsehkrimi-Festival, Ein Kind wird gesucht, in Wiesbaden, 9. März 2018
- 2018 Filmfestival Kitzbühel, Ein Kind wird gesucht, 25. August 2018
- 2018 Fernsehfilmfestival Baden-Baden, Ein Kind wird gesucht, 15. November 2018
- 2022 Filmfest Hamburg, Wo ist meine Schwester?[23]

## Auszeichnungen
- 2018 Publikumspreis des Deutschen Fernsehkrimipreises für Ein Kind wird gesucht
- 2019 Christlicher Medienpreis Goldener Kompass für das Drehbuch zu Ein Kind wird gesucht
- 2023 Nominierung für den Publikumspreis Jupiter (bester Film)